# Ачиреале
Ачиреа́ле (итал. Acireale, сиц. Jaciriali, Aciriali) — город в Италии, в регионе Сицилия, подчинён административному центру Катания.
Население составляет 52 394 человека (на 05.05.2008 г.), плотность населения составляет 1246 чел./км². Занимает площадь 39 км². Почтовый индекс — 95024. Телефонный код — 00095.
Покровителями города почитаются свв. Венеранда, празднование 26 июля, и Севастьян, празднование 20 января.
Соседние коммуны: Рипосто, Ачи-Кастело, Ачи-Катена, Санта-Венерина, Цафферана-Этнея.

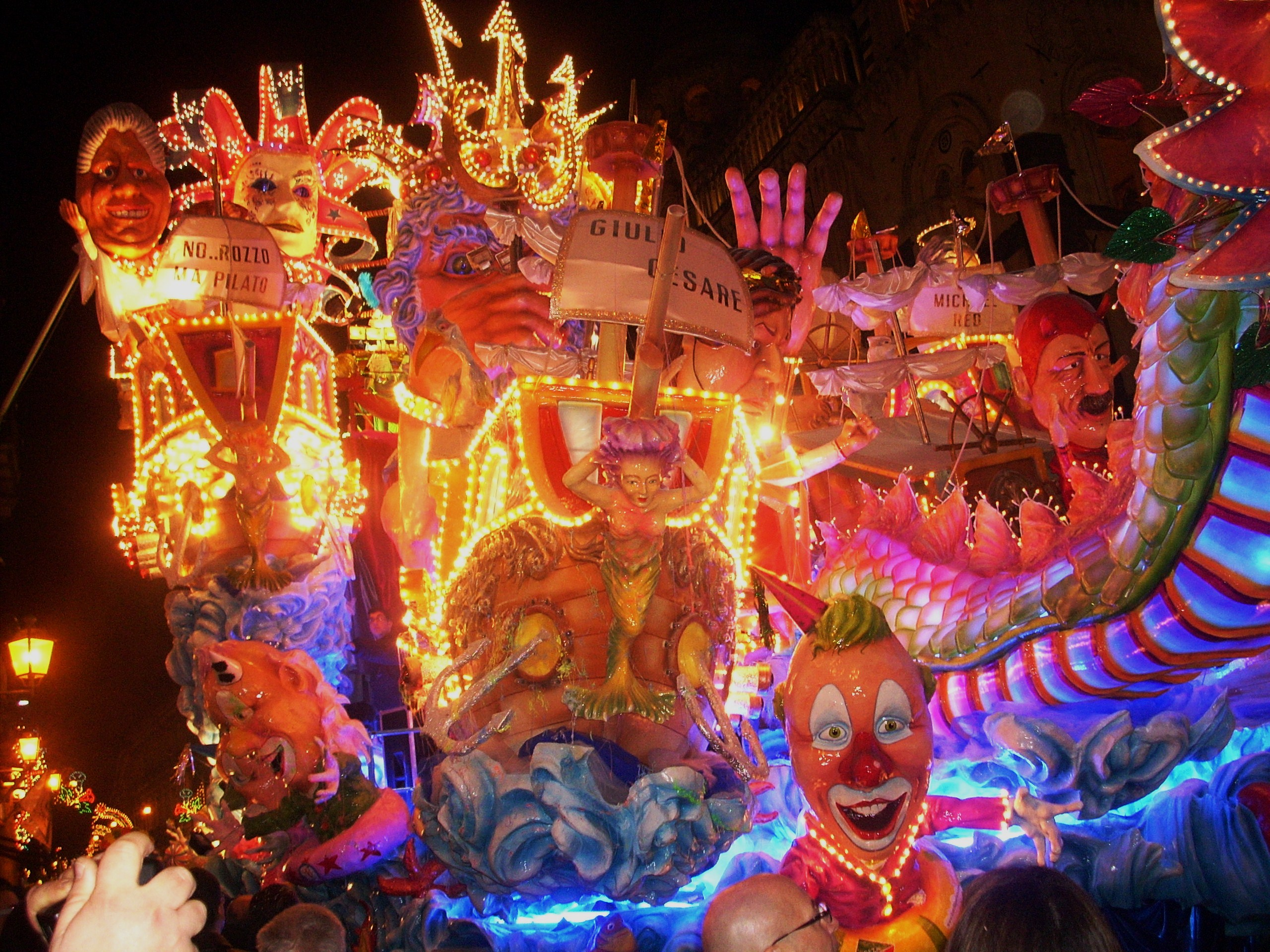
карнавал Ачиреале — самый известный из Сицилии

## История

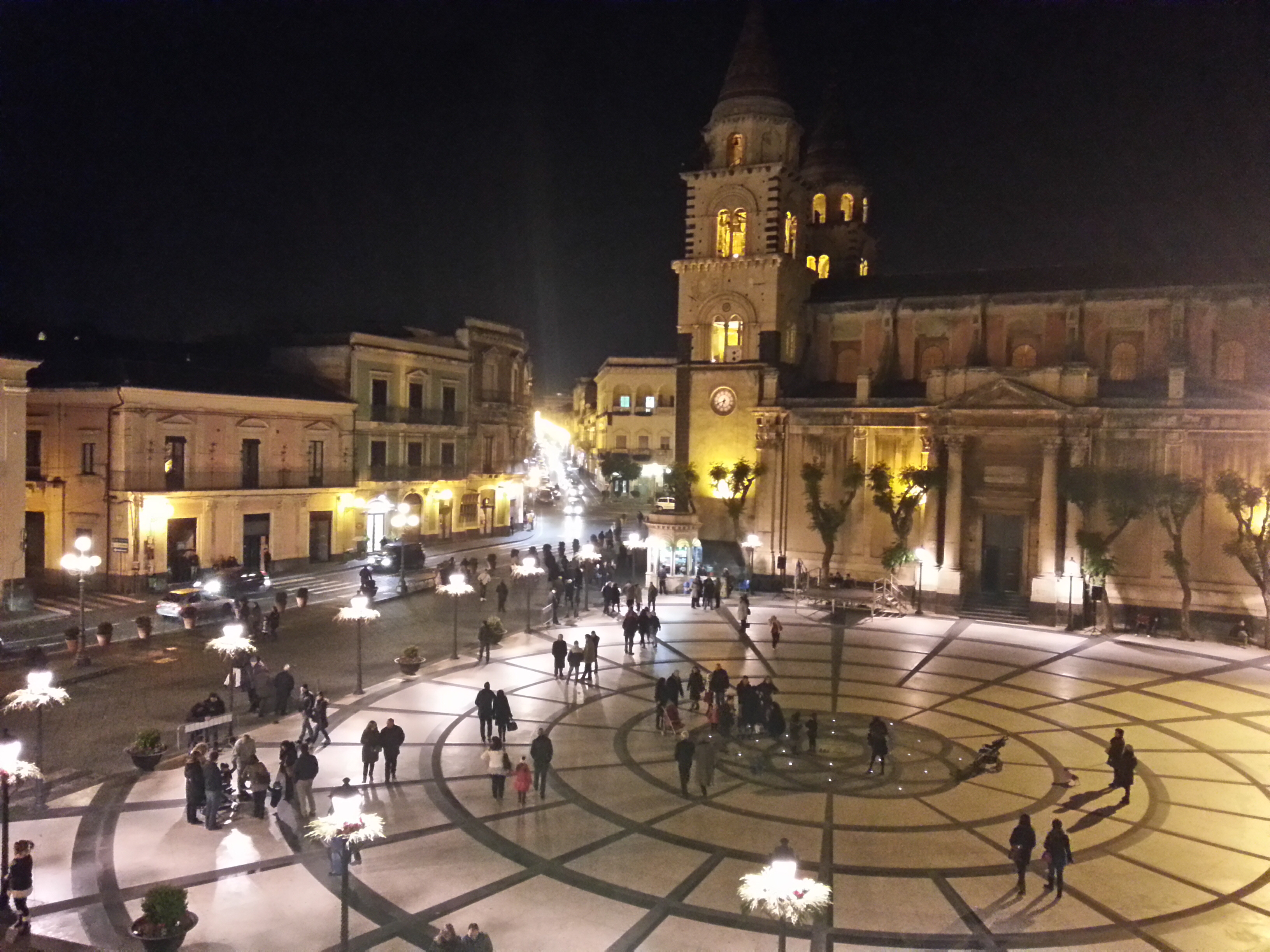
Пьяцца Дуомо, Ачиреале

### Ачиреале в «ЭСБЕ»
В конце XIX — начале XX века на страницах Энциклопедического словаря Брокгауза и Ефрона описывал этот населённый пункт следующим образом:

«… лежит на неизмеримой массе базальтовой лавы на высоте 160 м над уровнем моря и в 1881 г. насчитывал 22430 жит. (как община 38547 жит.), которые занимаются производством хлопчатобумажных и шелковых тканей, полотна, выделкой ножей и ножниц и ведут довольно значительную торговлю хлебом и воском. В городе имеются гимназия, техническое училище и коллекция сицил. монет барона Пеннизи, весьма богатая образцами. В А. стекаются массами чужеземцы, привлекаемые морскими и теплыми … купаньями. Дикие и скалистые окрестности А. с роскошной растительностью, остатками водопроводов и прелестным видом на море представляют живописнейший уголок; в особенности славится в этом отношении прибрежная дорога, ведущая к С в Таормину. Близ А. находятся пещеры Полифема, грот Галатеи и семь базальтовых утесов своеобразной формы, которые поднимаются над поверхностью моря и называются Scogli dei Ciclopi, или Faraglioni; высочайший из них достигает высоты 60 метров»

## Города-побратимы
- Мар-дель-Плата, Аргентина
- Виареджо, Италия